# جوشوا جيمس
جوشوا جيمس (بالإنجليزية: Joshua James)‏ هو مغن مؤلف ومغني أمريكي، ولد في القرن العشرين.

## وصلات خارجية
- الموقع الرسمي
- جوشوا جيمس على موقع ميوزك برينز (الإنجليزية)
- جوشوا جيمس على موقع أول ميوزيك (الإنجليزية)
- جوشوا جيمس على موقع ديسكوغز (الإنجليزية)